# Wilhelm Taurit

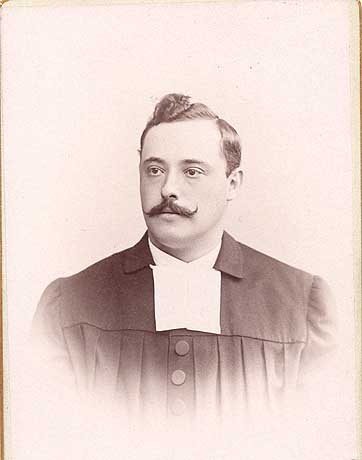
Wilhelm Taurit (1896)

Wilhelm Taurit (* 20. Septemberjul. / 2. Oktober 1870greg. im Pastorat auf der Insel Dahlen bei Riga, Gouvernement Livland, Russisches Kaiserreich; † 23. Novemberjul. / 6. Dezember 1906greg. im Pastorat auf Dahlen), mit vollem Namen Wilhelm Gotthard Adolf Taurit, lettisch Vilhelms Taurītis, war ein deutsch-baltischer Pastor. Er gilt als evangelisch-lutherischer Märtyrer und wird in Oskar Schaberts Baltischem Märtyrerbuch erwähnt.
Die Datumsangaben in diesem Artikel richten sich, wenn nicht anders angegeben, für den Zeitraum bis 1918 nach dem julianischen Kalender.

## Leben

### Jugend und Ausbildung
Wilhelm Taurit verbrachte seine ersten Jahre als Sohn des Pastors Karl Taurit und Nachfahre mehrerer Generationen von Pastoren auf der großen Düna-Insel Dahlen. Danach, von 1882 bis 1885, besuchte er die Zinksche Schule in Riga. Dann ging er ab der Tertia von 1886 bis 1888 in das Rigaer Gouvernementsgymnasium, das von Krannhals geleitet wurde. Die Zulassung zum Abitur erhielt er nach nur einjährigem Besuch der Prima, was eine Seltenheit war. 1889 arbeitete er nach dem Abitur zunächst als Hauslehrer in Riga.
Er immatrikulierte sich dann zum zweiten Semester 1889 an der Kaiserlichen Universität Dorpat zum Studium der Theologie. Erst während dieses Studiums fand er zum christlichen Glauben. Schon in seinem ersten Semester trat er am 30. Oktober 1889 in den theologischen Verein ein, 1891 wurde er dessen Bibliothekar, 1892 Protokollführer, 1893 dessen Präses. Er galt als fleissiger Student, womit er eine umfassende theologische Bildung erreichte. 1893, nach 4 ½ Jahren, schloss er sein Studium als Kandidat der Theologie ab. Mit Ausnahme der Dogmengeschichte, wo seine Leistungen mit „recht gut“ bewertet wurden, erreichte er in allen Fächern eine sehr gute Abschlussnote. 1894 bestand er seine Prüfung vor dem Konsistorium in Riga. 
Sein praktisches Jahr verbrachte er 1894 bis 1895 zunächst in Neu-Pebalg in Livland bei Emil Kaehlbrandt, dem Propst von Wenden, der sich in gesetzterem Alter, aber auf dem Höhepunkt seiner Tätigkeit befand. Diese Zeit sollte einen maßgeblichen Einfluss auf Taurits spätere Amtsführung haben. Kaehlbrandt galt als charakterstark, tiefgläubig, liebevoll, aber auch streng.

### Pastor in Dahlen
Danach kehrte Wilhelm Taurit in sein Elternhaus nach Dahlen zurück, wo er den Rest seines Probejahres bei seinem Vater verbrachte, und wurde am 11. Juni 1895, nach dem Tod seines Vaters, von Generalsuperintendent Hollmann in Riga zum Nachfolger seines Vaters ordiniert. 
Taurit war als konservativ einzustufen. Die Insel Dahlen hatte, wohl auch aufgrund ihrer damaligen Abgelegenheit, eine fast patriarchale Gesellschaftsstruktur beibehalten, mit dem Pfarrer an der Spitze. Zu dieser Gesellschaftsordnung, die sich Taurit bemühte aufrechtzuerhalten, gehörte auch, dass Kinder zunächst von ihren Müttern nach einem festgelegten Lehrplan unterrichtet werden mussten und dann vor der Einschulung vom Pastor geprüft wurden. Bei 95 % der Kinder auf der Insel wurde noch so verfahren. Die Prüfungen fanden jährlich im Pastorat statt.
Taurits Predigten, die er auswendig und akzentfrei auf Lettisch hielt, waren wissenschaftlich fundiert, aber allgemeinverständlich. Auch seine deutschsprachigen Predigten hatten guten Zulauf. Seine Predigtvorbereitung war sehr sorgfältig, der Vortrag sprachlich einwandfrei. Er schätzte eine gebildete Zuhörerschaft. Er selbst galt als fröhlich und gebildet. Sein bevorzugter Bibelvers war „Nichts kann uns scheiden von der Liebe Gottes“.
Ebenso wie sein Vater hielt Taurit in der Urlaubszeit Strand-Gottesdienste ab, am selben Sonntag einmal in deutscher und einmal in lettischer Sprache.
Am 8. Dezember 1896 erstattete Taurit Bericht auf dem Unterstützungskassenfest in der Rigaer Martinskirche.
Am 10. August 1897 hielt er die deutsche Predigt anlässlich des 150-jährigen Kirchenjubiläums in Lennewarden.
Am Montag, dem 16. Februarjul. / 28. Februar 1898greg., hielt er den ersten Vortrag zugunsten der offenen Armenpflege in der Aula der Rigaer Stadt-Realschule über das Thema „Die moderne Theologie“.
Am Sonntag, dem 8. Augustjul. / 20. August 1899greg. ab 10 Uhr, half Wilhelm Taurit Erwin Gross, der 1920 im Gefängnis der Bolschewiki starb, bei der Ausrichtung eines Bibelfestes im Ausflugsort Katlekaln.
Am 16. September 1898 heiratete er Magdalena Flora Luise Kählbrandt.

### Herausgeber derMitteilungen und Nachrichten
Im Jahre 1900 wurde Wilhelm Taurit als Nachfolger von Theodor Taube, der später (1919) von Bolschewiki erschossen wurde, verantwortlicher Redakteur und Herausgeber der Mitteilungen und Nachrichten für die evangelische Kirche in Rußland, dem wichtigsten lutherischen Kirchenblatt und der einzigen kirchlichen Monatsschrift in Russland, womit sein Einfluss nun weit über seine Gemeinde hinausreichte. Hier arbeitete er nicht nur als Redakteur, sondern auch als Autor zahlreicher eigener Artikel zu seinen Spezialgebieten. Sein Interesse und seine Begabung lagen vor allem im Bereich der Exegese des Neuen Testaments und der Dogmatik. Sowohl als Prediger als auch als Autor galt er als objektiv. Probleme zu suchen und skeptisch vorzugehen, lag ihm nicht; seinen Glauben gründete er klar auf die Person Christi. Er galt als ausgeglichen, mit zunehmendem Alter auch als mehr und mehr abgeklärt. Zu fast allen Konferenzen, die im Rigaschen Sprengel abgehalten wurden, steuerte er Referate und Vorträge bei. Propst Ludwig Zimmermann schätzte ihn sehr. Auch wenn er an der Synode teilnahm, wurde ihm, obwohl er noch jung war, aufmerksam zugehört. Wenn Taurit seine Meinung äußerte, war oft nichts mehr hinzuzufügen. Wer sich ihm entgegenstellte wurde scharf bekämpft, wobei er sich aber fair verhielt. Nur wenn andere selbst hinterhältig vorgingen, blieb er unbeirrt bei seiner Meinung. Mehrmals war angedacht, ihn an eine städtische Kirche zu berufen; bei den entsprechenden Wahlen verfehlte er aber immer knapp die Mehrheit. Er akzeptierte das mit den Worten

„Gottes Wille sei mir heilig und gut.“

Damit blieb er seiner Gemeinde erhalten, der er autoritär aber auch liebevoll vorstand, und in der er sein Martyrium erleiden sollte.
Am Mittwoch, dem 26. Septemberjul. / 9. Oktober 1901greg., referierte er auf der livländischen Predigersynode in Wolmar über die Ferienkurse, an denen im Sommer 15 Prediger teilgenommen hatten, und über Jesu Aussagen über die Ur- und Patriarchen-Geschichte.
Am 2. September 1902 berichtete er auf der Schlusssitzung der livländischen Provinzialsynode über die wirtschaftliche Lage der Mitteilungen und Nachrichten und über einen theologischen Ferienkurs.

### Während der Revolution 1905
Während der Russischen Revolution von 1905 blieb Wilhelm Taurit bei seiner Gemeinde, mit allen harten Konsequenzen, die sich daraus für ihn ergaben. Die revolutionäre Lage war für die Landpastoren gefährlich. So wurde am 10. Septemberjul. / 23. September 1905greg. der Nitauer Pastor Karl Schilling erschossen.
Am 15. Septemberjul. / 28. September 1905greg. sprach Propst Ludwig Zimmermann an Schillings Grab im Angesicht der Ausschreitungen der Revolutionäre gegen die evangelische Kirche über stellvertretendes Leiden.
Am Mittwoch, dem 2. November 1905 hielt Taurit in einem Privatlokal den ersten Vortrag zugunsten des Bethabara-Vereins mit dem Titel „Und an Gebärden als ein Mensch“.
Im Januar 1906 wurde das Erscheinen der Mitteilungen und Nachrichten für die evangelische Kirche in Rußland wegen gestiegener Kosten und sinkender Einnahmen unter anderem wegen fehlender Zahlungen von Abonnenten eingestellt. Taurits Bemühungen, das Blatt zu retten, konnte er nicht mehr vollenden. 
Im Winter, als die Strafexpedition gegen die Revolutionäre Dahlen erreichte, kehrte Taurit zu seiner Gemeinde zurück und tadelte die Gewaltakte und Tötungen. Ein Gemeindemitglied, das denselben Namen wie ein gesuchter Revolutionär trug, erhielt irrtümlich eine schwere Strafe. Taurit setzte sich für den Beschuldigten ein und erklärte sich auf Verlangen des kommandierenden Obersten bereit, mit seinem gesamten Besitz und seinem Leben für die Unschuld des Mannes zu bürgen.
Die revolutionäre lettische Zeitung Cīņa erklärte Taurit und andere baltische lutherische Geistliche für vogelfrei. Im Angesicht dieser Gefahr bereitete sich Taurit auf seinen Tod vor und plante sogar seine Beerdigung. Als Lesungstext wählte er Röm 8,38-39 : „Ich bin gewiß, daß weder Tod noch Leben... mag uns scheiden von der Liebe Gottes, die in Christo Jesu ist, unserm Herrn“, als Lieder Jerusalem, du hochgebaute Stadt und Ein feste Burg ist unser Gott. Die Revolution wurde im Frühjahr 1906 durch russische Truppen niedergeschlagen.

### Im Anschluss an die Revolution

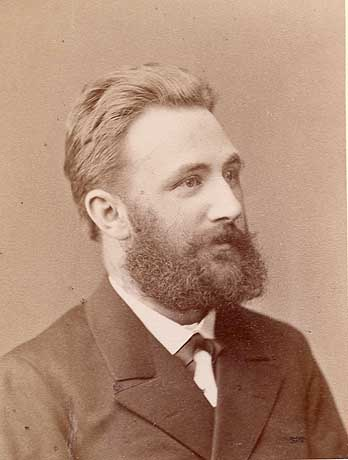
Ludwig Zimmermann

Propst Ludwig Zimmermann kehrte 1906 zu seiner Gemeinde zurück, die er während der Revolution verlassen hatte.
Wenig später wurde Zimmermann nach Nitau gerufen, um die dortige Kirche wieder einzuweihen, die nach dem Tode Pastor Schillings geschlossen worden war. Zimmermann bezeichnete dessen gewaltsamen Tod dabei als Mord. 
Am 18. Augustjul. / 31. August 1906greg. wurden Zimmermann und seine Frau von maskierten Terroristen getötet. Diese waren vermutlich sozialistisch oder anarchistisch motiviert und begründeten die Tat damit, dass Zimmermann diejenigen verleumdet habe, die in Nitau für die Freiheit gekämpft hätten. 
Zimmermann und seine Frau wurden gemeinsam beerdigt. Nur wenige Gemeindemitglieder wagten es, an der Beerdigung teilzunehmen, die von Wilhelm Taurit, der den Propst sehr geschätzt hatte, durchgeführt wurde. Er verurteilte die Tat unmissverständlich. Für einige Revolutionäre war damit klar, dass er beseitigt werden musste, da er einen starken Einfluss auf seine Gemeinde hatte. 
In dieser auf die Revolution folgenden Zeit wurde der Ruf nach Amnestie für die Revolutionäre und nach Aufhebung des Kriegsrechts laut. Im Herbst 1906 kam es zu einem regen Briefwechsel zwischen Taurit und einem Kommandanten, wodurch der Pastor einen Festgenommenen vor der Todesstrafe bewahren konnte. Insgesamt acht Personen soll Taurit in ähnlicher Weise vom drohenden Tode gerettet haben. Einige Zeit vor dem tödlichen Attentat auf Taurit verließ die letzte Strafexpedition Dahlen.
Im November 1906 hielten sich über einen Zeitraum von über zwei Wochen verdächtige Personen in der Nähe von Taurits Pastorat auf.

### Gewaltsamer Tod
Am Donnerstag, dem 23. Novemberjul. / 6. Dezember 1906greg. hielten in der Einfahrt zum „Goldenen Pferd“ in Mitau einige Personen eine Beratung ab. Sie beschlossen, den Pastor zu töten und zu berauben. Das Los fiel auf vier Männer im Alter von etwa 20 bis 33 Jahren:
- Martin Wehbrandt, 33 Jahre alt, ein Bauer aus Baldohn, bereits in der Dahlener Gegend auffällig geworden
- Martin Swirkall
- Adolf Sokolowski, 20 Jahre alt, ein Bauer aus Neu-Bergfried und indirekter Mitarbeiter der „Rishskija Wjedomosti“, genannt „Pole“
- Alfred Kerewitz, ein Bauer und Revolutionär aus Groß-Sessau, genannt „Resnais“ („der Dicke“) oder „Ahboling“

An der Beratung nahm außerdem teil:
- Johann Grauding, ein Bauer aus Schricken, genannt „Maksim“ oder „der Kleine“

Kerewitz führte die Aktion. Die vier Ausgelosten fuhren mit der Bahn nach Kurtenhof. An der Düna zwangen sie einen Wirt, sie mit einem Boot über den Fluss hinweg zu Wilhelm Taurits Pastorat zu fahren. Um 19 Uhr betraten sie, städtisch gekleidet und bewaffnet, einer maskiert, durch die Hofspforte das Anwesen. Einer der Verschwörer sprach Lettisch, die übrigen Russisch. Unter den Eindringlingen war mit Kerewitz ein Verwandter eines Kriminellen, für den sich Taurit, anders als für Personen, die er für unschuldig hielt, nicht hatte einsetzen wollen. Ein Motiv könnte also Rache gewesen sein. Die Attentäter sollen ferner von einigen Revolutionären, zu denen Kerewitz gehörte, angeheuert worden sein; es wird auch ein personaler Zusammenhang mit der Revolutionszeitung Cīņa vermutet. Ein Zusammenhang mit Taurits Bereitschaft, die Beerdigung Zimmermanns durchzuführen, kann ebenfalls nicht ausgeschlossen werden. 
Auf dem Hof trafen die Verschwörer auf das Dienstmädchen Julie Wihkis. Sie führten sie in die Küche. Einer der Eindringlinge verhinderte, dass sie diesen Raum verlassen konnte. Die anderen stürmten weiter in das Arbeitszimmer des Pastors, der gerade in einem Sessel am Tisch schrieb, nun aber überrascht aufstand, um zu reagieren. Als Wilhelm Taurit die Waffen in den Händen der Männer sah, soll er gerufen haben: 

„Ich habe euch schon lange erwartet und es freut mich, dass ihr nicht zu meiner Gemeinde gehört.“

Er erhielt zunächst einen Schlag mit einem Gegenstand auf den Kopf. Dann feuerte Kerewitz vier Schüsse aus einer Pistole der Marke Mauser auf Taurit ab, drei davon trafen ihn von der Rückenseite aus in Kopf, Nieren und, wohl eine Abwehrverletzung, die linke Hand. Der Pastor ging zu Boden.
Die Attentäter drangen weiter in die Wohnräume vor und verlangten von der Frau des Pastors, die aufgrund der Schüsse gemeinsam mit ihrer Schwester herbeigeeilt war, Geld und Waffen. Die Frau gab ihnen einen alten Bulldog-Revolver und 1 ½ Rubel, also das ganze vorhandene Bargeld. Die Attentäter verlangten noch mehr Geld und drohten, die Frauen zu erschießen. Die Ehefrau des Pastors bot den Eindringlingen einige Silbergegenstände an, die von diesen aber abgelehnt wurden. Sie ließen Revolver und Geld zurück, durchsuchten das Pastorat sorgfältig und entfernten sich danach in Richtung der Düna bei Kurtenhof. Eventuelle Verfolger sollten dadurch wohl in die Irre geleitet werden, da die Attentäter später vom örtlichen Arzt auf dem Weg nach Riga gesehen wurden. Wilhelm Taurit konnte nicht mehr sprechen und starb nach großen Schmerzen erst um 21 Uhr 40 an den tödlichen Verletzungen.

## Erfolgreiche Mordermittlungen, Nachleben
Vor der Tür des Arbeitszimmers wurden vier Patronenhülsen sichergestellt. In der Wand des Arbeitszimmers fand sich eine Kugel. Beides erlaubte es, das Fabrikat der Pistole zu bestimmen. Die Fahndung nach den Verdächtigen wurde eingeleitet.
Wilhelm Taurit war der Vierte in einer langen Reihe von Geistlichen und anderen kirchennahen Personen, die im Gefolge der Revolutionen von 1905 und 1917 getötet wurden, der dritte getötete lutherische Geistliche in Livland und der siebte, auf den ein Attentat verübt wurde. Er hinterließ eine Frau und eine zweijährige Tochter.
Auf seiner Beerdigung sagte ein lettisches Gemeindemitglied, Wilhelm Taurit sei für seine Gemeinde nicht nur „Hirte und Lehrer, sondern auch Vater und Bruder“ gewesen.
Im November 1906 schrieb die „Balss“: „Wie bekannt, geht die Strafexpedition in Dahlen jetzt gerade sehr streng vor.“ Die „Düna-Zeitung“ protestierte gegen diese Darstellung und tadelte auch andere nicht deutschsprachige Zeitungen wegen ihrer knappen Berichterstattung über das Attentat. Nur der Nachruf in der „Prib. Krai“ wurde gelobt.
Weibrand wurde im vierten Moskauer Quartal verhaftet. Am 27. November 1906 wurde Grauding bei einem Fluchtversuch aus der Haft in Oger erschossen. Seine Leiche wurde an Ort und Stelle vergraben. Am 29. November 1906 wurde ein weiterer Tatbeteiligter in der Mitauer Vorstadt festgenommen, der gestand und die übrigen Beteiligten benannte. Am 30. wurde Sokolowski festgenommen.
Am 8. Dezember 1906 mussten sich Wehbrandt, Sokolowski und Kerewitz wegen des Anschlags auf Taurit vor dem Feldgericht in Lennewarden verantworten. Sie wurden zum Tode verurteilt und noch am selben Tag um 14 Uhr 30 standrechtlich erschossen. Swirkall konnte noch nicht der Justiz zugeführt werden.
Im Dezember 1906 war ein Porträtfoto Taurits das Titelbild der illustrierten Beilage der Rigaschen Rundschau.
Auf der Livländischen Provinzial-Synode von 1907 verlas Pastor Hillner aus Pinkenhof einen Nekrolog zu Taurit. Ihm zu Ehren wurde eine Liedstrophe gesungen. 
Im Februar 1907 wurde Theodor Kerewitz, der Bruder des Attentäters Alfred Kerewitz festgenommen. Er gestand, dass er Mitglied des lettischen sozialdemokratischen Verbandes war und an mehreren Raubüberfällen teilgenommen hatte. Er bestätigte auch, dass Taurit von seinem Bruder, Sokolowsky, Swirkall, Ahboling und einer ihm unbekannten Person getötet worden war. Diese Aussage hielt er auch aufrecht, als er später die gegen ihn selbst erhobenen Vorwürfe zurückwies.
In der Nacht vom 23. auf den 24. März 1907 exhumierten Graudings Angehörige die Leiche des mutmaßlichen Mitverschwörers, legten sie in einen Sarg und versuchten, sie zum Friedhof zu bringen, wobei sie von der Polizei festgenommen wurden. Die Leiche wurde wieder an ihren ursprünglichen Ort gebracht und die Familie Graudings angeklagt.
Der livländische lettische Kalender 1908 enthielt einen Nachruf auf Taurit. 1908 erschienen auch wieder die Mitteilungen und Nachrichten für die evangelische Kirche in Rußland.
Im Mai 1909 hielt der livländische Abgeordnete Baron Hans von Rosen eine Rede vor der Duma, in welcher er die Morde an dem orthodoxen Priester Jānis Līcis und den evangelischen Geistlichen Wilhelm Taurit, Karl Schilling, Ludwig Zimmermann, Alphons Fuchs, Julius Busch und Albert Grühn erwähnte. (Fuchs überlebte nach anderen Quellen den Anschlag trotz anfänglicher Todesmeldung.) Rosen bezeichnete die Genannten dabei als Märtyrer. Er betonte die Bedeutung auch der evangelischen Geistlichen als Stützen des Staates und warb für ein Ende der gesetzlichen Benachteiligung der evangelischen Kirche gegenüber der orthodoxen.

## Werke
- Gedanken über die Menschheit Jesu Christi nach den Evangelien in der Festschrift zum 100-jährigen Bestehen der theologischen Fakultät der Universität Jurjew (Dorpat/Tartu), Tartu 1903[30]

## Porträtfoto
- Porträtfoto Wilhelm Taurits (oberste Reihe, zweites Bild von links)